# Nationalpark Gotska Sandön
Der Nationalpark Gotska Sandön liegt in der Ostsee auf der Insel Gotska Sandön nördlich der Insel Gotland. 842 Hektar des Parks werden vom Meer eingenommen. Die Insel selbst liegt 40 km nördlich von Fårö, ist ca. 8 km lang, 5 km breit und hat eine Fläche von 3.601 Hektar. Der Nationalpark wurde am 24. Mai 1909 gegründet, womit er zu den neun ältesten Nationalparks in Europa zählt. 1963 und 1988 wurde der Park erweitert.

## Natur
Der Park ist durch eine Dünenlandschaft mit Kiefernwald, einer reichen Flora und kargen Sandstränden geprägt. Der Flugsand hat entlang des Strandes Hügel gebildet und dringt an einigen Stellen in den Wald ein. Eine bis 42 m hohe und sehr alte Düne, Höga åsen, verläuft quer über die Insel und trennt deren Nordwestteil vom übrigen Gebiet. Nur etwa 100 Hektar werden als Acker- oder Weideland genutzt. Es gibt auch einige Gebäude von kultureller Bedeutung, darunter eine Kapelle.
Auf Gotska sandön gibt es viele endemische Tier- und Pflanzenarten. Vor allem verschiedene Käferarten erlangten allgemeine Bekanntheit. An der Nordseite der Insel gibt es eine geschützte Robbenkolonie, der man sich nicht nähern darf. Sie kann von einem Aussichtspunkt bei einer langsam wachsenden Tanne beobachtet werden, die das Motiv vieler Malereien und Photographien bildet. Die Robbenjagd auf der Düne stellte früher eine wichtige Lebensgrundlage für die Bewohner der Insel Gotland dar, das belegen auch Knochenfunde.

## Bevölkerung
Die Insel war lange nur zeitweise bewohnt. Laut einigen Berichten soll sie ein Rückzugsort für Seeräuber und Jagdgebiet für Robben gewesen sein. Heute leben nur die Leuchtturmwärter und das Personal der Touristenstation auf der Insel. Zu den Aufgaben der Touristenstation gehören die Bewahrung der Natur und im Sommer die Führung von Besuchergruppen.
Gotska Sandön hat keinen Hafen und kann nur über den Strand in der Nähe des Leuchtturms betreten werden. Das Schulgebäude wurde bis zum Ende des 20. Jahrhunderts genutzt und ist heute ein Museum.
Öffentliche Schiffsverbindungen gibt es von Fårö und von Nynäshamn.

## Bilder

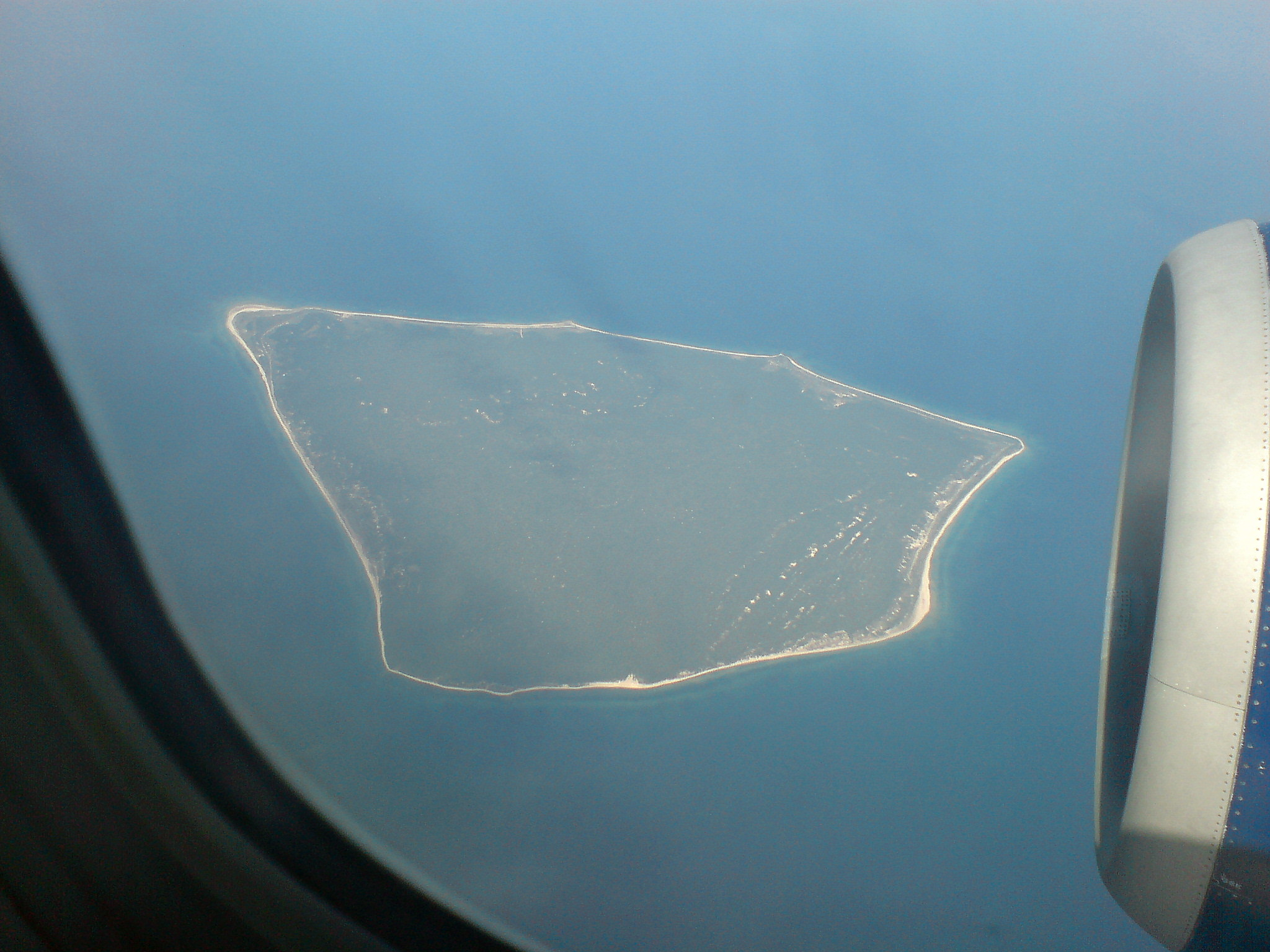
Die Insel aus der Luft
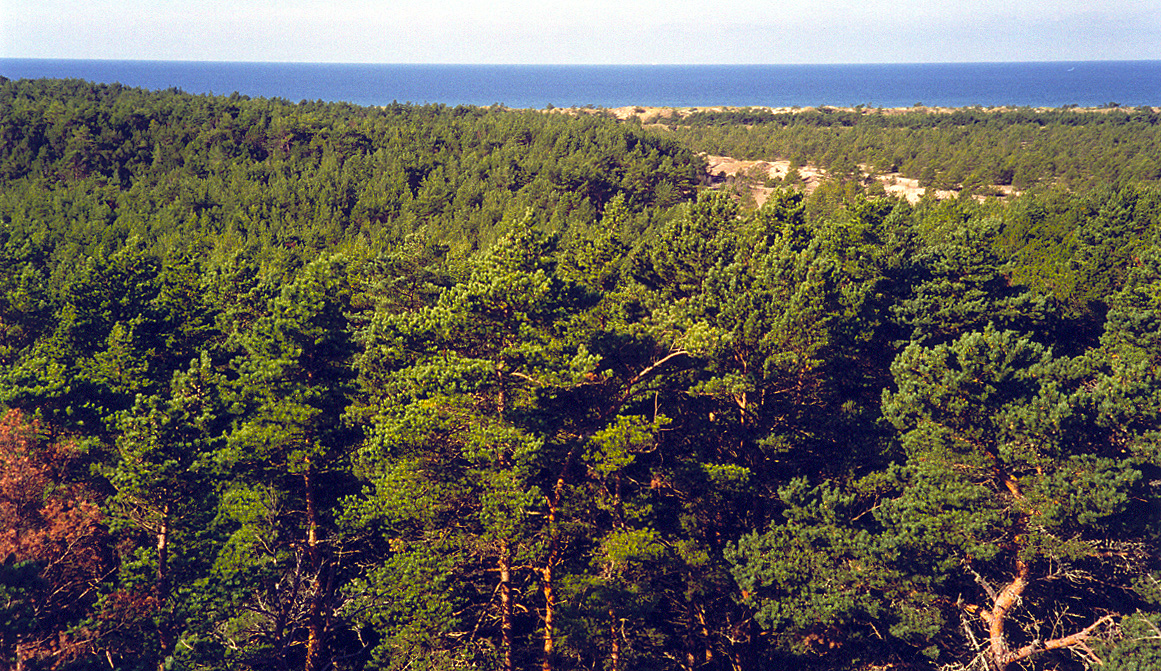
Im Osten der Insel
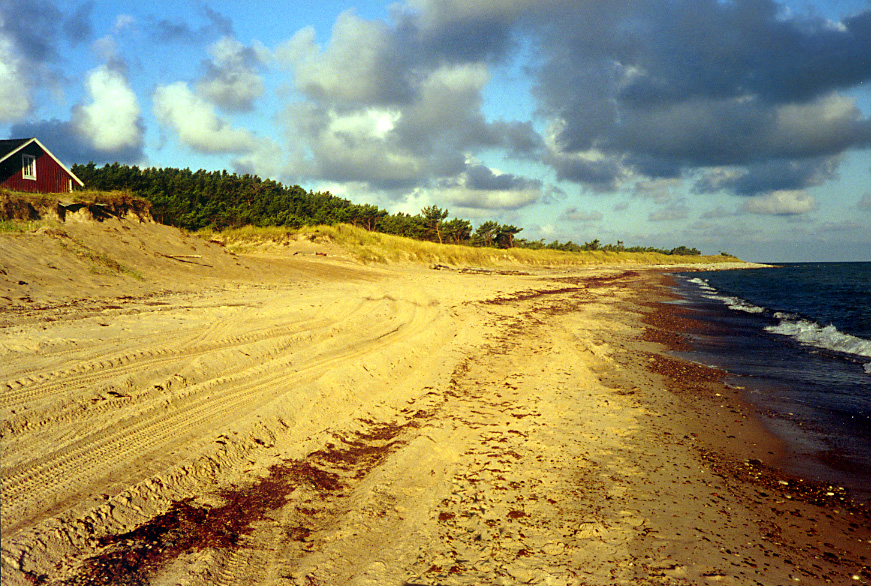
Sandstrand an der Nordostküste
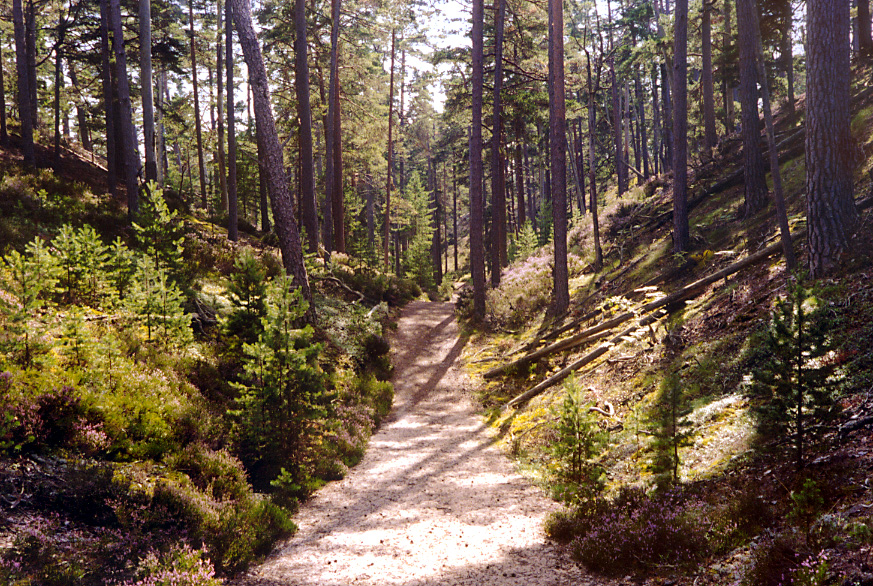
Im Inselinneren: der Schipka-passet (Schipkapass), ein Weg durch die Dünen